# 杜什科·萨瓦诺维奇
杜什科·萨瓦诺维奇（1983年9月5日—），塞尔维亚男子篮球运动员。他曾代表塞尔维亚国家队参加2010年国际篮联世界锦标赛和2011年国际篮联欧洲锦标赛。